# Pinguipes
Pinguipes is een geslacht van straalvinnige vissen uit de familie van krokodilvissen (Pinguipedidae). Het geslacht is voor het eerst wetenschappelijk beschreven in 1829 door Cuvier in Cuvier & Valenciennes.

## Soorten
- Pinguipes brasilianus Cuvier, 1829
- Pinguipes chilensis (Norman, 1937)